# Buïgas, Estivill y Viña, S. L.
Buïgas, Estivill y Viña, S. L. és el nom de l'editorial propietària de la revista de còmics TBO. Aquesta societat limitada es va registrar el 30 de desembre del 1943, els seus fundadors foren Joaquim Buïgas i Garriga, Emilio Viña i Emilia Estivill (aquesta en representació del seu marit, Bartolomé Bauzá, amb qui Buigas ja s'havia associat l'any 1936). Aquesta editorial va editar la revista de còmics TBO i els seus derivats amb el nom comercial de Ediciones TBO.

## Història
L'any 1939, Joaquim Buigas, proposa a l'editorial Bauzá la reedició de la societat formada el 1936 per tal d'editar Cuento Infantil TBO la nova societat es va constituir el 30 de desembre del 1943, els associats foren Joaquim Buigas, Emilio Viña i Emilia Estivill.
A la revista TBO no hi va sortir el nom de la nova editorial a la manxeta fins al 16 de juny del 1983, un any després de la mort de Joaquim Buigas.
Als inicis, a més dels còmics, també s'editaren construccions en cartolina, retallables i contes petits entre d'altres. Un dels còmics que varen tenir més èxit a part de TBO va sé Episodios y aventuras de S aquesta era un quadern d'aventures i humor en format vertical, el seu principal personatge era un superhome atòmic.
L'any 1977 els integrants de la societat foren; Emilia Estivill Monlleó, viuda de Bauzá, Alberto Viña Tous, fill d'Emilio Viña i Emilia Suárez, viuda de Buigas
La societat es va dissoldre el 16 de juny de 1983.